# Panopeus americanus
Panopeus americanus is een krabbensoort uit de familie van de Panopeidae. De wetenschappelijke naam van de soort is voor het eerst geldig gepubliceerd in 1857 door Saussure.